# Apophylia yangi
Apophylia yangi es un coleóptero de la familia Chrysomelidae.
Fue descrita científicamente por primera vez en 2006 por Bezdek & Zhang.